# Хейердал, Тур
Тур Хейерда́л (норв. Thor Heyerdahl; 6 октября 1914, Ларвик, Норвегия — 18 апреля 2002, Андора, Италия) — норвежский археолог, путешественник и писатель.

## Биография

### Ранние годы
Тур Хейердал родился в небольшом городке Ларвик на юге Норвегии в семье Тура и Алисон Люнг Хейердал. Отец владел пивоварней. Мать работала в антропологическом музее, и юный Тур довольно рано познакомился с дарвиновской теорией эволюции. С детских лет Хейердал интересовался зоологией. В доме, где Тур проживал в те годы, он создал небольшой музей, в котором главным экспонатом была гадюка.
В детстве Тур страшно боялся воды, потому что дважды чуть не утонул. Как он сам вспоминал впоследствии, если бы лет в 17 ему кто-нибудь сказал, что он будет плавать по океану на утлой лодчонке по нескольку месяцев, он счёл бы того человека безумным. Расстаться с этой боязнью он смог только в 22 года, когда, случайно упав в реку, нашёл в себе силы выплыть самостоятельно.

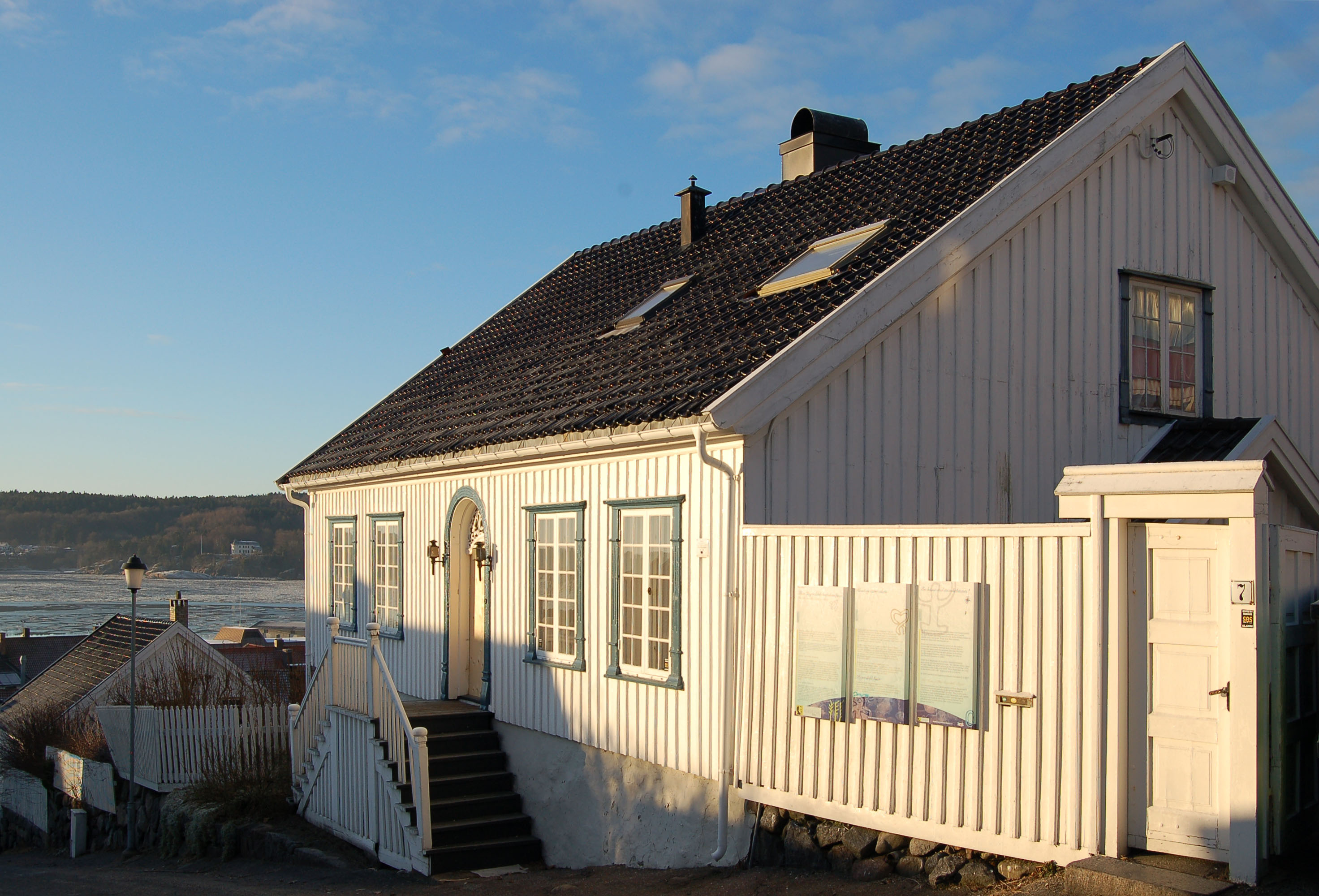
Дом в Ларвике, в котором прошли детские годы Тура Хейердала

В 1933 году 19-летний Тур Хейердал поступил в университет Осло на естественно-географический факультет. Там он изучал зоологию и географию. В то же время Тур познакомился в Бергене с Бьёрном Крепелином, норвежским путешественником, жившим в период Первой мировой войны в Полинезии, на Таити. Бьёрн Крепелин, заслуживший уважение вождей острова Таити, собрал огромную коллекцию предметов и книг. Тур получил доступ к библиотеке Крепелина и самостоятельно изучал историю и культуру Полинезии (позже эта коллекция была приобретена у наследников Крепелина библиотекой университета Осло и передана в научно-исследовательский отдел музея Кон-Тики). Эта встреча оказала большое влияние на молодого студента, во многом определив выбор им карьеры исследователя и путешественника.
После семи семестров обучения и консультаций у экспертов в Берлине профессора́ зоологии Кристине Бонневи и Яльмар Брок разработали и организовали проект, который предусматривал посещение некоторых удалённых островов Полинезии и изучение того, каким путём туда могли попасть животные, населяющие острова в наши дни.
В декабре 1936 года, в сочельник, Хейердал женился на Лив Кушерон-Торп, с которой он познакомился незадолго до поступления в университет (она изучала там экономику).

### Фату-Хива
В начале 1937 года, сразу после женитьбы, Хейердал и Лив покинули Осло и отправились поездом в Марсель. Отплыв из Марселя, они пересекли Атлантический океан, прошли через Панамский канал и, пройдя по Тихому океану, прибыли на Таити. Один месяц Тур и Лив провели в доме таитянского вождя, где постигали науку выживания в естественных условиях. Затем они переехали на изолированный остров Фату-Хива (один из группы Маркизских островов), где провели целый год в отрыве от цивилизации. Старый вождь Теи Тетуа впервые сообщил Туру местные предания о далёкой восточной прародине островитян Те Фити, которую путешественник позже отождествил с Южной Америкой, а также познакомил с местными обычаями, в частности, не до конца ещё изжитым к тому времени каннибализмом.
Любознательным молодожёнам казалось, что они смогут прожить в условиях девственно нетронутой природы, подобно Адаму и Еве, без особых сложностей. Однако со временем у Лив и у Тура стали появляться на ногах кровоточащие язвы, им необходимо было срочно показаться врачу, который, к счастью, нашёлся на соседнем острове. Вылечившись, молодые люди возвратились на Фату-Хива, но через некоторое время, чувствуя растущую неприязнь со стороны местного населения, были вынуждены вернуться на родину.
О событиях, происходивших с Туром Хейердалом во время стоянки на Маркизских островах, рассказывает его первая книга «В поисках рая» (1938). Она была опубликована в Норвегии, но из-за разразившейся Второй мировой войны оказалась почти забытой. В 1964 году сокращённый русский перевод (Л. Л. Жданова) выпустило советское издательство «Мысль». Несколько позже, уже прославившись своими другими путешествиями и работами в иных областях, Хейердал опубликовал новый вариант книги под названием «Фату-Хива» (рус. пер. 1978).

### Вторая мировая война
С целью найти следы морских путешественников, приплывших из Юго-Восточной Азии в начале каменного века, но так и не достигших Полинезии ранее начала второго тысячелетия нашей эры, Тур Хейердал отправился в Канаду, где стал знакомиться с жизнью местных индейцев. Там его застала Вторая мировая война. Некоторое время он проработал на заводе, но, как истинный патриот, он желал сражаться с врагом и, в конце концов перебравшись в США, завербовался в армию. После окончания диверсионной радиошколы в Англии Хейердала и его товарищей из так называемой «I Group» подготовили к заброске в оккупированную немецкой армией Норвегию. В звании лейтенанта в сентябре — октябре 1944 года он отправился на американском лайнере в составе конвоя в Мурманск. В конце похода конвой подвергся атаке немецких подводных лодок, которая была отбита с помощью советских кораблей. Хейердал был участником Петсамо-Киркенесской операции и освобождения Северной Норвегии. По прибытии в Киркенес группа Хейердала должна была поддерживать радиосвязь штаба норвежского отряда с Лондоном. Здесь он и встретил окончание войны.

### Экспедиция «Кон-Тики»

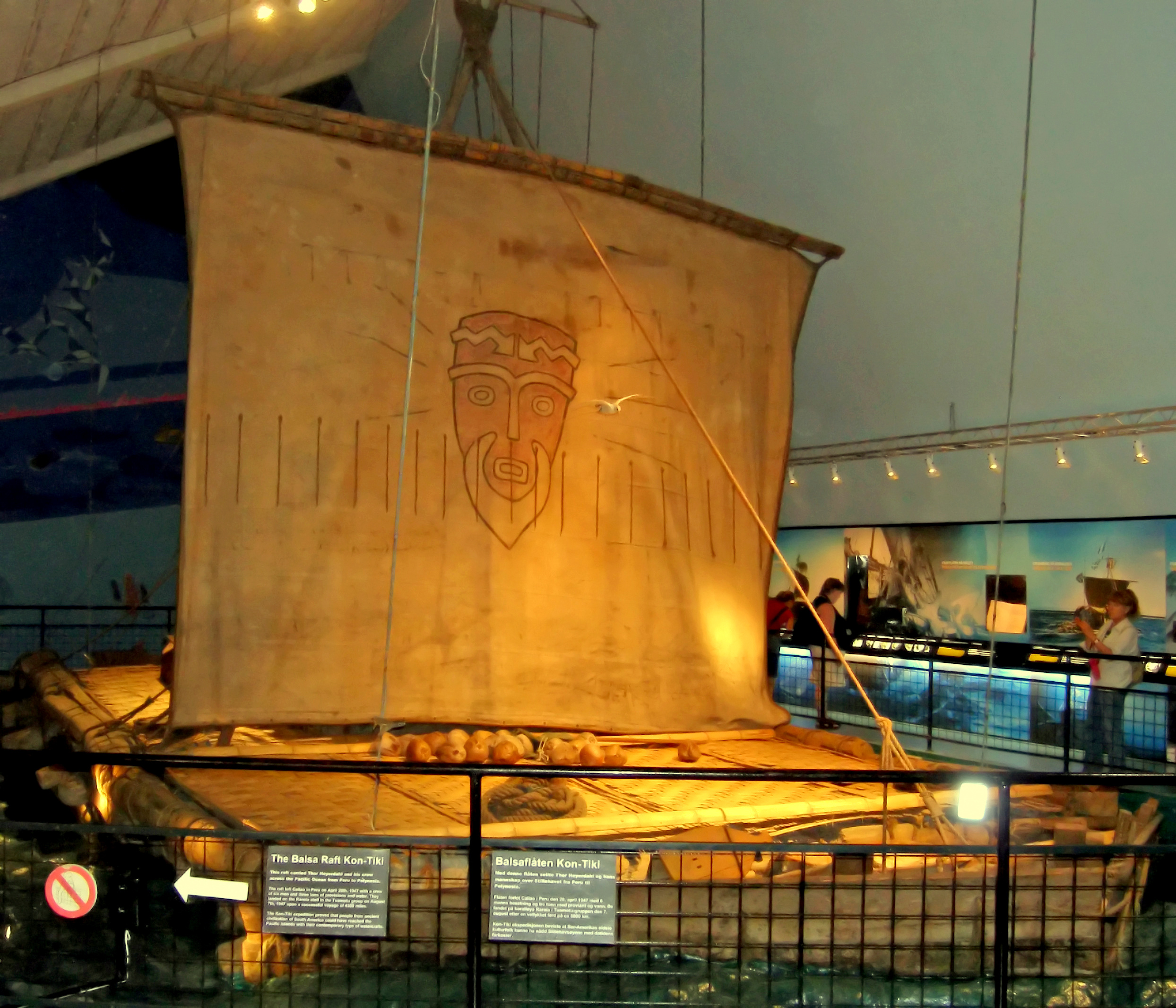
Плот в Музее Кон-Тики в Осло, Норвегия

К плаванию на плоту через Тихий океан Хейердала подтолкнули старинные летописи и рисунки испанских конкистадоров с изображением плотов инков, а также местные легенды и археологические свидетельства, позволявшие предполагать, что между Южной Америкой и Полинезией могли быть контакты.
В 1947 году Хейердал и ещё пятеро путешественников — Кнут Хёугланн, Бенгт Даниельссон, Эрик Хессельберг, Турстейн Робю и Герман Ватцингер — прибыли в Перу, где из бальсового дерева и других природных материалов построили плот паэ-паэ, который они назвали «Кон-Тики».
Они вышли в Тихий океан 28 апреля, а 7 августа, на 102-й день мореплавания, их плот, преодолевший 4300 морских миль (8000 км), прибило к рифам атолла Рароиа островов Туамоту.
«Кон-Тики» продемонстрировал, что примитивный плот, используя течение Гумбольдта и попутный ветер, действительно мог относительно просто и безопасно переплыть Тихий океан в западном направлении. Благодаря системе швертов и парусу плот доказал свою высокую манёвренность. Кроме того, между бальсовых брёвен в довольно большом количестве скапливалась рыба, а это позволяет предполагать, что древние мореплаватели могли использовать её для утоления жажды в отсутствие других источников пресной воды. Вдохновлённые плаванием «Кон-Тики», и другие повторили это путешествие на своих плотах. Книга Тура Хейердала «Кон-Тики» переведена на 66 языков мира. Документальный фильм об экспедиции, снятый Хейердалом и его спутниками во время плавания, получил в 1952 году премию «Оскар» за лучший документальный полнометражный фильм. В 2012 году вышел художественный фильм «Кон-Тики», где роль Хейердала сыграл актёр Пол Сверре Хаген.

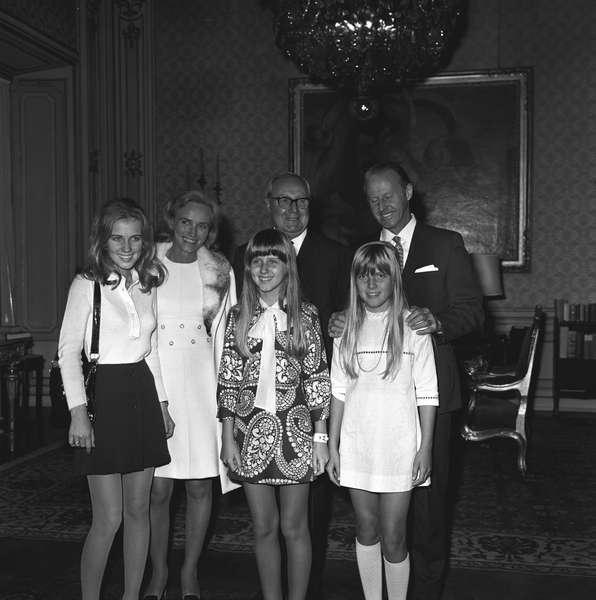
Тур с женой Ивонн и дочерьми у президента Италии Д. Сарагата, 1969 г.

Между тем, известны и прямые доказательства контактов между Южной Америкой и Полинезией: наиболее существенным представляется тот факт, что южноамериканский батат является основным пищевым продуктом почти во всей Полинезии. Опытным путём Хейердал доказал, что ни батат, ни кокос не могли достигнуть островов Полинезии «вплавь». По поводу лингвистического аргумента Хейердал приводил аналогию, согласно которой, он предпочитает полагать, что афроамериканцы произошли всё-таки из Африки, судя по цвету их кожи, а не из Англии, как можно было бы считать по их речи.
В 1949 году Хейердал развёлся с первой женой Лив, с которой прожил в браке 12 лет (она родила ему двоих сыновей — Тура-младшего и Бьёрна). В том же году он женился на Ивонн Дедекам-Симонсен, и в этом браке у них родились три дочери — Анетте, Мариан и Хелен Элизабет. Со второй женой Тур развёлся в 1969 году и женился в третий раз в 1991 году.

### Экспедиция на остров Пасхи

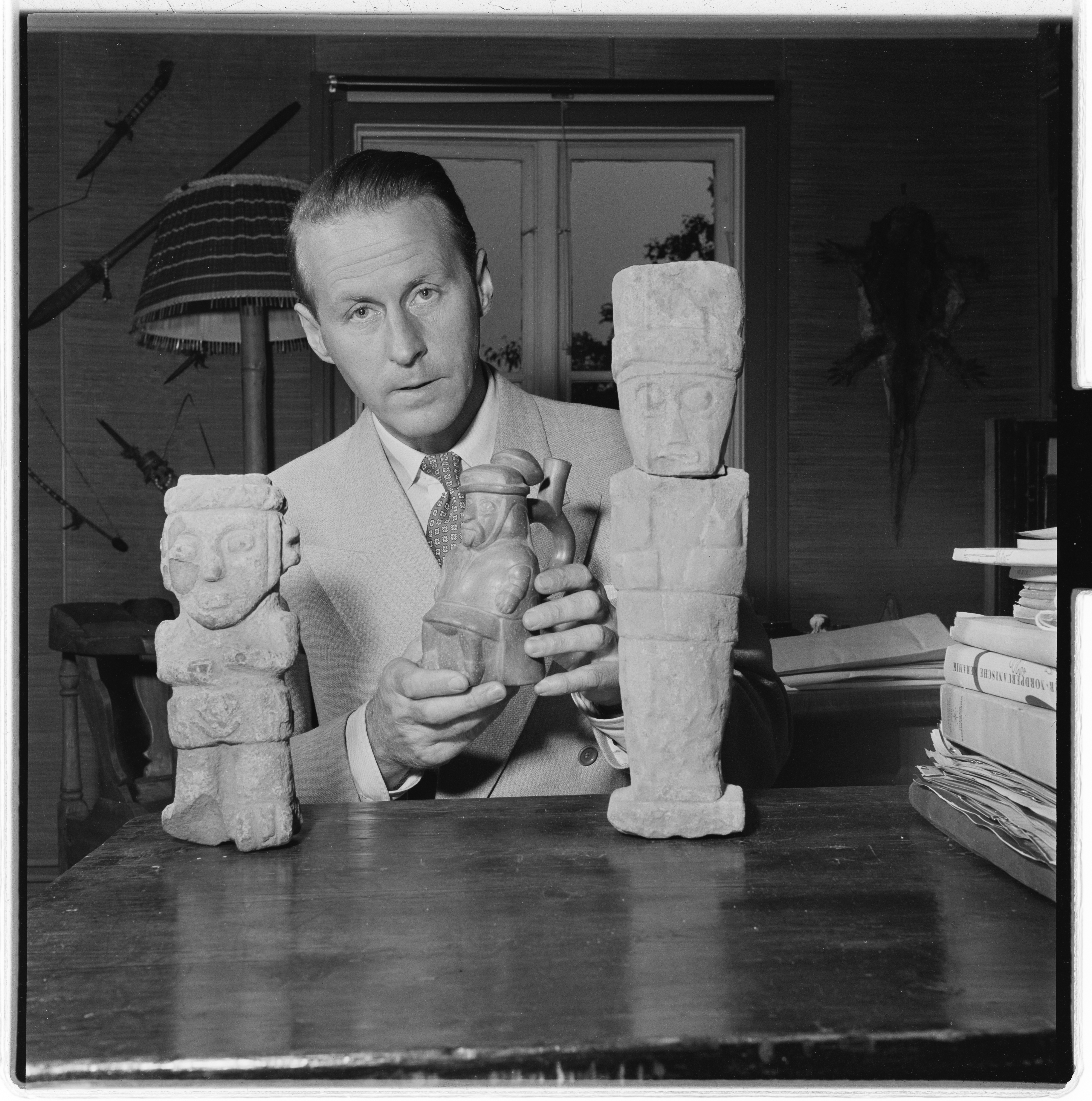
1955 г.

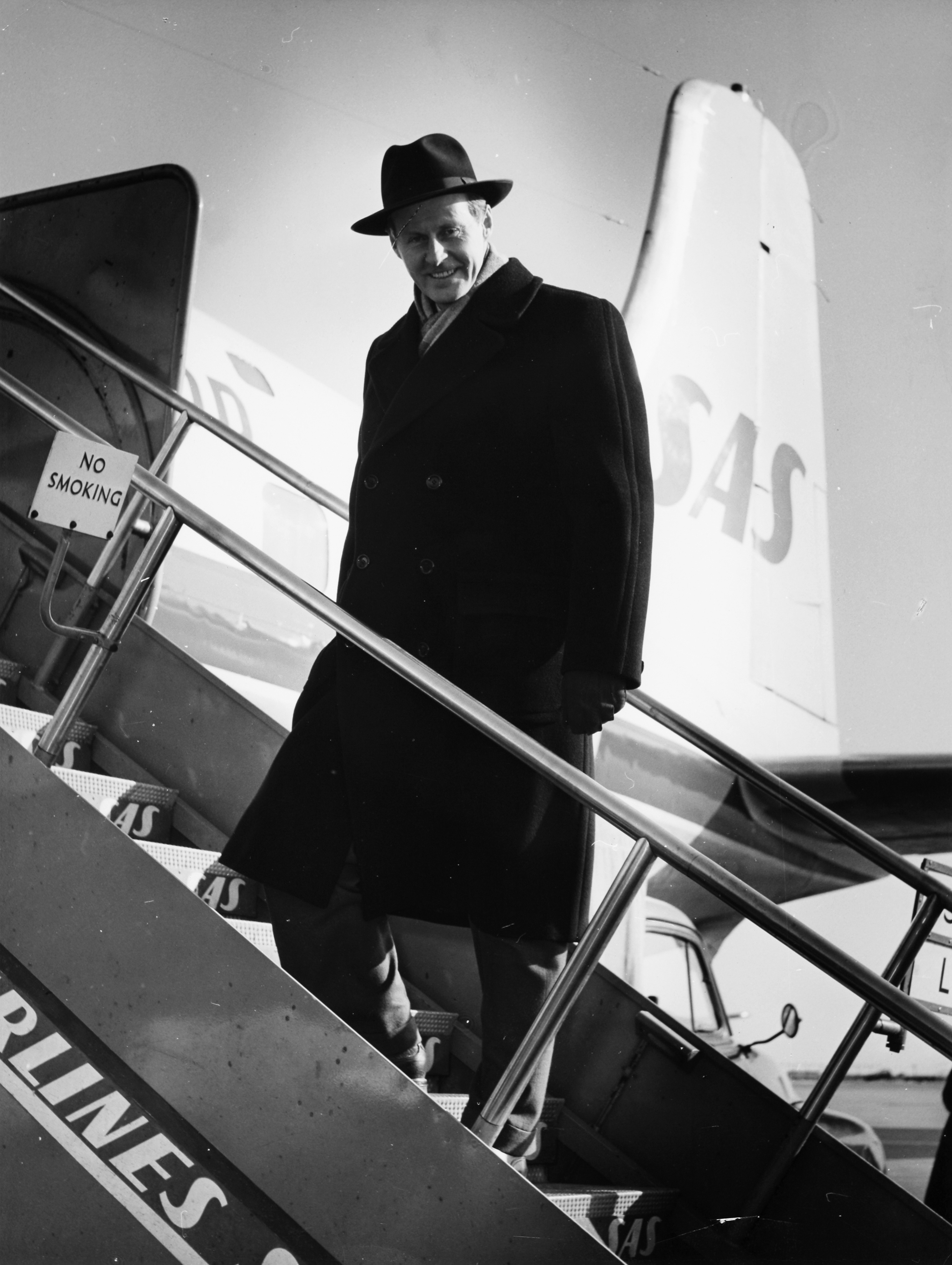
1958 г.

В 1955—1956 годах Хейердал организовал Норвежскую археологическую экспедицию на остров Пасхи. В научный штат экспедиции были включены Арне Шёльсвольд, Карлайл Смит, Эдвин Фердон и Уильям Маллой. Хейердал вместе с профессиональными археологами провели на острове Пасхи несколько месяцев, исследуя ряд важных археологических объектов. Основными в проекте были эксперименты по высеканию, перетаскиванию и установлению знаменитых статуй моаи, а также раскопки на возвышенностях Оронго и Поике. Экспедиция опубликовала два больших тома научных отчётов («Отчёты Норвежской археологической экспедиции на остров Пасхи и в Восточную часть Тихого океана»); позже Хейердал дополнил их третьим — «Искусство острова Пасхи». Эта экспедиция заложила фундамент для многих археологических изысканий, которые продолжаются на острове и поныне. Популярная книга Т. Хейердала на эту тему «Аку-Аку» стала очередным международным бестселлером.
В книге «Остров Пасхи: разгаданная тайна» (Random House, 1989) Хейердал предложил более детализированную теорию истории острова. Основываясь на местных свидетельствах и археологических исследованиях, он высказал утверждение о том, что остров в самом начале был заселён «длинноухими» из Южной Америки, а «короткоухие» прибыли туда из Полинезии лишь в середине XVI века; они могли попасть на остров самостоятельно, или, возможно, были привезены в качестве рабочей силы. Согласно теории Хейердала, что-то произошло на острове в период между его открытием голландским адмиралом Якобом Роггевеном в 1722 году и визитом сюда Джеймса Кука в 1774 году. Если Роггевен встретил на острове и «совсем белых», и индейцев, и полинезийцев, проживавших в относительной гармонии и благополучии, то к прибытию Кука численность населения уже значительно сократилась, и состояло оно в основном из живших в нужде полинезийцев.
На основании устных преданий местных жителей и результатов раскопок Хейердал выдвинул предположение, что на острове произошло восстание «короткоухих» против правивших «длинноухих». «Длинноухие» выкопали оборонительный ров в восточной части острова и заполнили его горючими материалами. В ходе восстания, предполагает Хейердал, «длинноухие» подожгли ров и отошли за него, однако «короткоухие» нашли обходной путь, зашли с тыла и сбросили всех «длинноухих», кроме двух человек, в огонь. Радиоуглеродная датировка древесного угля, найденного при раскопках «земляной печи длинноухих», показала, что это было около трёхсот лет назад.

### Лодки «Ра» и «Ра-II»

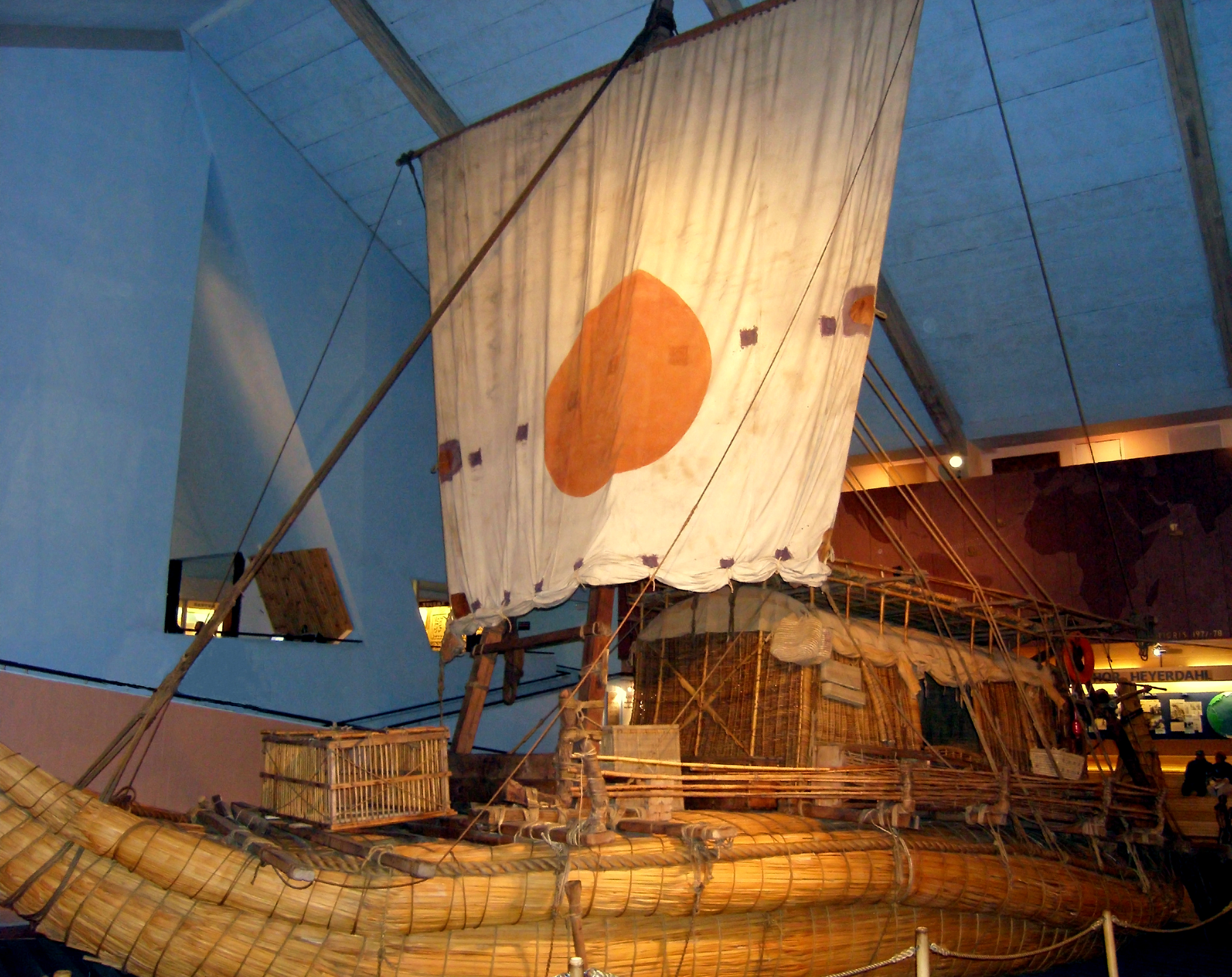
Лодка «Ра-II», Музей Кон-Тики, Осло, Норвегия

В 1969 и 1970 годах Тур Хейердал построил две лодки из папируса и попытался пересечь Атлантический океан, выбрав отправной точкой своего плавания берег Марокко в Африке. Целью эксперимента была демонстрация того, что древние мореплаватели могли совершать трансатлантические переходы на парусных судах, используя при этом Канарское течение.
Первая лодка, названная «Ра», спроектированная по рисункам и макетам лодок Древнего Египта, была построена специалистами с озера Чад (Республика Чад) из папируса, добытого на озере Тана в Эфиопии, и вышла в Атлантический океан с побережья Марокко. По прошествии нескольких недель «Ра» стал сгибаться из-за конструктивных недостатков и погружаться кормой в воду, но плавание продолжалось. В конце концов, когда до американского берега оставалось несколько сотен километров, он разломился на части. Команда была вынуждена оставить судно.
На следующий год другая лодка, «Ра-II», доработанная с учётом опыта предыдущего плавания, была построена мастерами с озера Титикака в Боливии и также из Марокко отправилась в плавание, на этот раз увенчавшееся полным успехом — лодка достигла Барбадоса, продемонстрировав тем самым, что древние мореплаватели могли совершать трансатлантические переходы. Несмотря на то что целью плавания «Ра» было всего лишь подтвердить мореходные качества древних судов, построенных из лёгкого камыша, успех экспедиции «Ра-II» был расценён как свидетельство того, что ещё в доисторические времена египетские мореплаватели, намеренно или случайно, могли совершать путешествия в Новый Свет.
Об этих экспедициях Туром Хейердалом была написана книга «Экспедиции на „Ра“» и создан документальный фильм.
В своей статье «По следам бога Солнца», опубликованной в каирском журнале Egypt Travel Magazine, Тур Хейердал писал:

«Сходство между ранними цивилизациями Египта и Мексики не ограничивается лишь пирамидами… И в Мексике, и в Египте существовала высокоразвитая система иероглифической письменности… Учёные отмечают сходство фресковой живописи в храмах и усыпальницах, схожие конструкции храмов с искусными мегалитическими колоннадами. Указывается на то, что при сооружении сводов из плит архитекторы по обе стороны Атлантики не знали искусства сооружения настоящей арки. Обращается внимание на существование циклопических по размеру каменных человеческих фигур, на удивительные астрономические познания и высокоразвитую календарную систему в Мексике и Египте. Учёные сопоставляют удивительную по совершенству практику трепанации человеческого черепа, характерную для культур древнего Средиземноморья, Мексики и Перу, а также указывают на схожий египетско-перуанский обычай мумификации. Эти и другие многочисленные свидетельства сходности культур, взятые вместе, могли бы подтвердить теорию о том, что однажды или неоднократно суда с берегов Средиземного моря пересекали Атлантический океан и принесли основы цивилизации аборигенам Мексики».

Помимо основных аспектов экспедиции, Хейердал намеренно подобрал экипаж, в котором собрал представителей разных рас, национальностей, религий и политических убеждений, с тем чтобы продемонстрировать, как на таком маленьком плавучем островке люди могут плодотворно сотрудничать и жить в мире. Кроме этого, экспедиция собрала образцы загрязнения океана и представила свой доклад в Организацию Объединённых Наций.
Экипаж «Ра»
- Тур Хейердал (руководитель экспедиции)
- Норман Бейкер (штурман)
- Карло Маури (кинооператор)
- Юрий Сенкевич (врач)
- Жорж Суриал (фотограф)
- Сантьяго Хенове́с (антрополог)
- Абдулла Джибрин (эксперт по материалам, которые использовались во время строительства)

Экипаж «Ра-II»
- Тур Хейердал (руководитель экспедиции)
- Норман Бейкер (штурман)
- Карло Маури (кинооператор)
- Юрий Сенкевич (врач)
- Жорж Суриал (фотограф)
- Сантьяго Хенове́с (антрополог)
- Кэй Охара (кинооператор)
- Маданни Аит Уханни (химик-эколог)

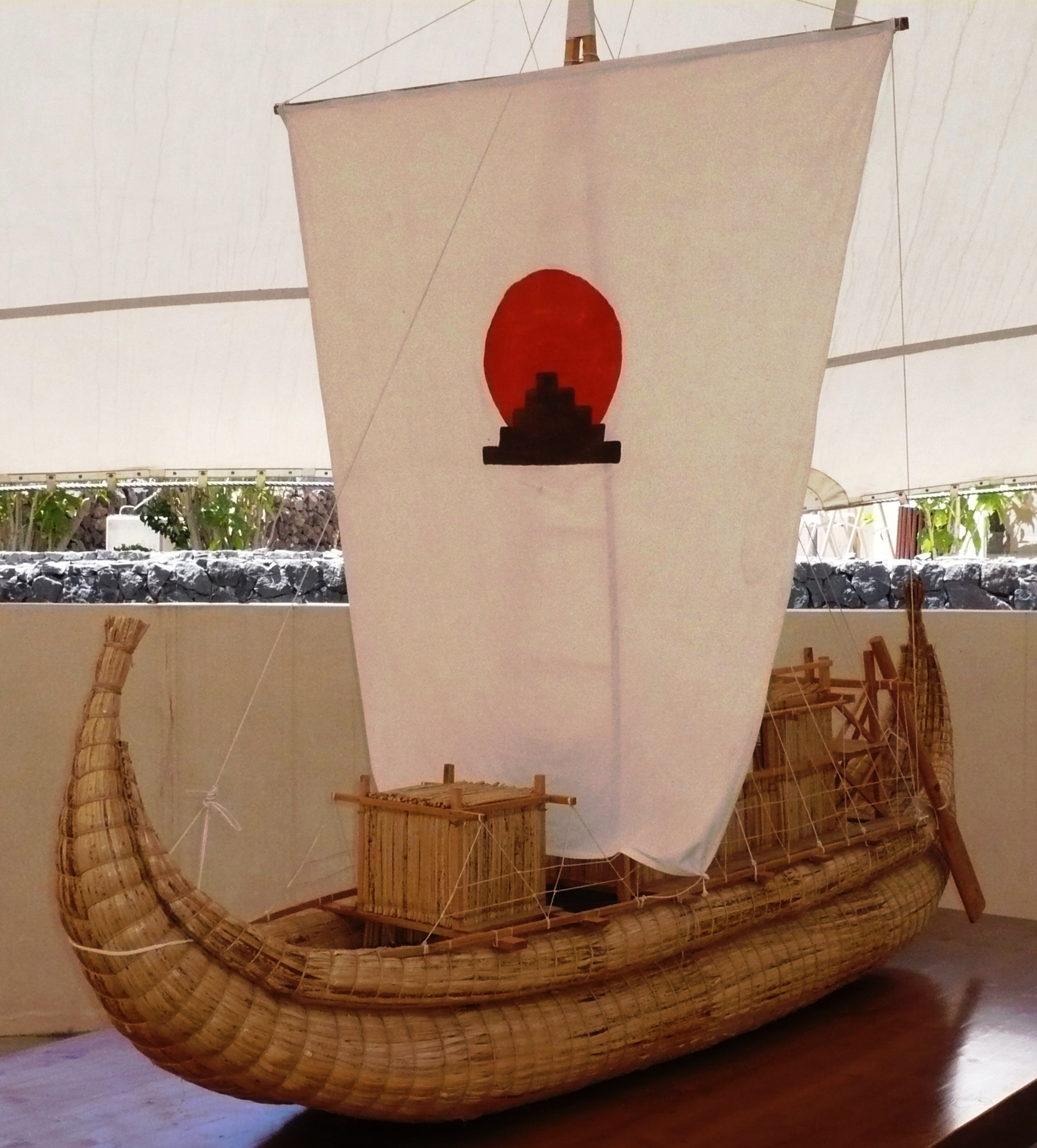
Модель лодки «Тигрис»

### Лодка «Тигрис»
В 1977 году Тур Хейердал построил ещё одну тростниковую лодку, «Тигрис» (так на латыни звучит название Тигра), задачей которой было продемонстрировать, что между Месопотамией и Индской цивилизацией в лице современного Пакистана могли существовать торговые и миграционные контакты. «Тигрис» был построен в Ираке и отправился в плавание с международным экипажем из 11 человек на борту через Персидский залив в Пакистан, а оттуда к Красному морю. По прошествии примерно пяти месяцев плавания «Тигрис», сохранявший свои мореходные качества, был сожжён в Джибути 3 апреля 1978 года в знак протеста против войн, разгоревшихся в районе Красного моря и Африканского Рога.

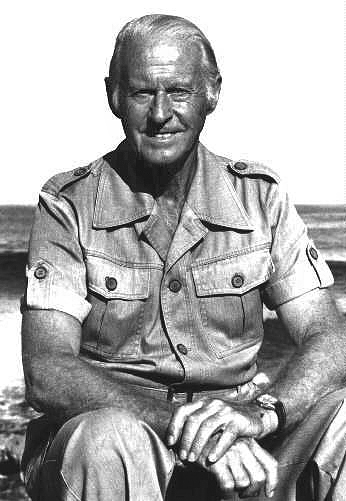
Тур Хейердал, около 1980 г.

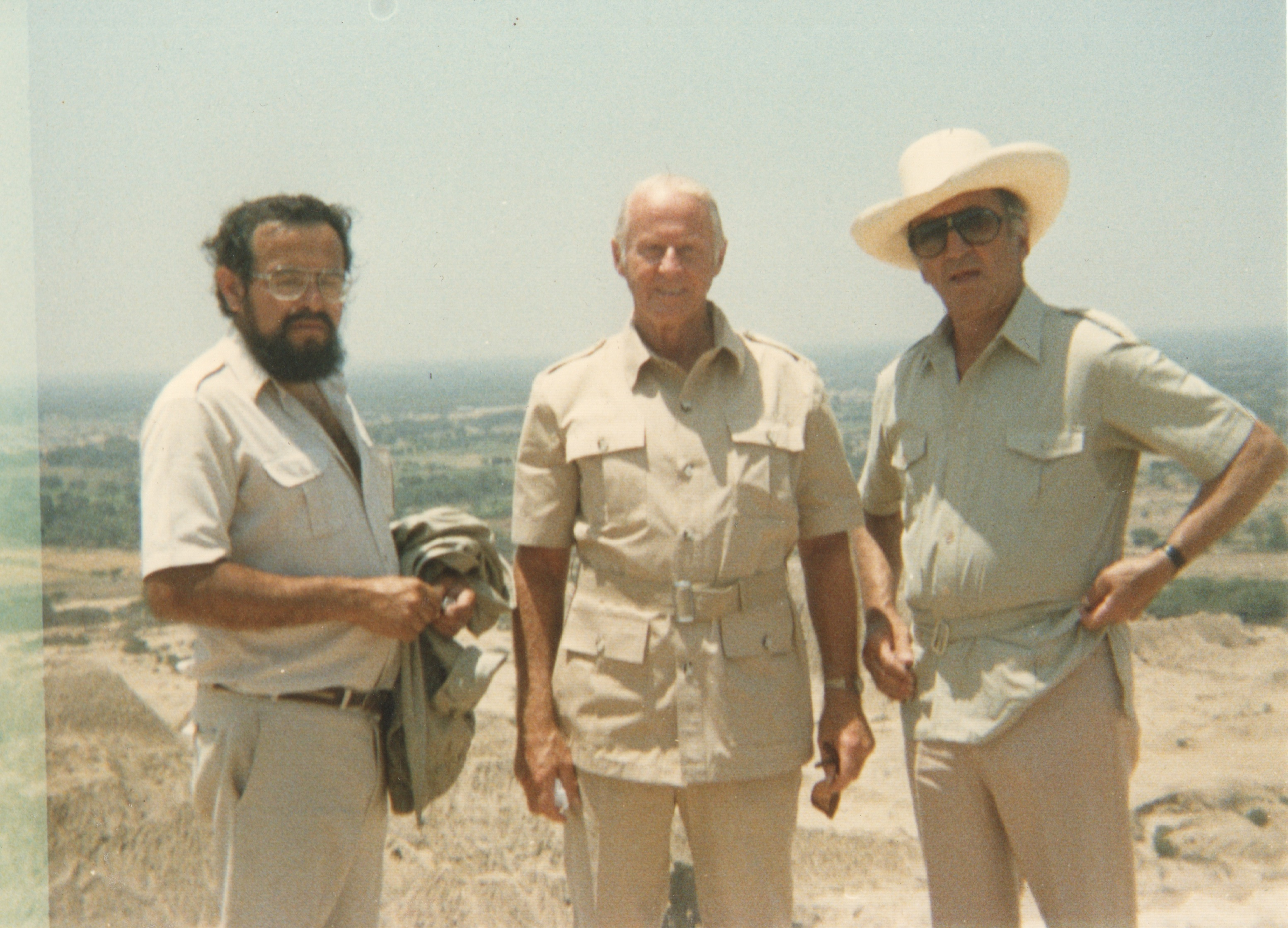
Тур Хейердал (посередине) в Тукуме, Перу

### Другие исследования
В 1983—1984 годах Тур Хейердал обследовал также курганы, найденные на Мальдивских островах в Индийском океане. Там он обнаружил фундаменты и дворы, ориентированные на восток, а также скульптуры бородатых мореплавателей с продолговатыми ушными мочками («длинноухих»). И те и другие археологические находки согласуются с теорией о цивилизации мореходов, происходивших из современной Шри-Ланки, которая заселила Мальдивы и оказала влияние или даже основала древнюю культуру Южной Америки и острова Пасхи. Открытия Хейердала детально изложены в его книге «Мальдивская загадка».
В 1991 году Хейердал исследовал пирамиды Гуимар на острове Тенерифе и объявил, что они не могут быть просто горами булыжников, а действительно являются пирамидами. Он также выступил с мнением об астрономической ориентации пирамид. Хейердал выдвинул теорию, по которой Канарские острова в древности были перевалочным пунктом на пути между Америкой и Средиземноморьем.
О последнем проекте Хейердала рассказывается в его книге «В погоне за Одином. По следам нашего прошлого». В 2000 году Хейердалом были начаты раскопки в Азове Ростовской области, старинном городе неподалёку от Азовского моря. Он пытался отыскать следы древней цивилизации Асгарда, основываясь на текстах и древних картах, представленных в «Саге об Инглингах» Снорри Стурлусона. В этой саге говорится о том, что вождь по имени Один возглавил племя, называемое асами, и с низовий Дона (Танаквисля/Tanakvísl) повёл его на север, через Саксонию на остров Фюн в Дании, и, наконец, обосновался в Швеции. Там, согласно тексту Снорри Стурлусона, он произвёл такое впечатление на местных жителей своими разнообразными познаниями, что они стали поклоняться ему после его смерти, как богу (см. также «Дом Инглингов», «Мифические короли Швеции»). Хейердал предположил, что история, поведанная в «Саге об Инглингах», основана на реальных фактах.
Этот проект вызвал в Норвегии резкую критику со стороны историков, археологов и лингвистов и был признан псевдонаучным. Хейердал был обвинён в избирательном использовании источников и в полном отсутствии научной методологии в своей работе. В этой книге Хейердал основывал свои доводы на сходстве имён в норвежской мифологии и географических названий черноморского региона, — например, Азов и асы, удины и Один, Тюр и Турция. Филологи и историки отвергают эти параллели как случайные, а также как хронологические ошибки: например, город Азов получил своё имя (по первому упоминанию в найденных летописях) спустя 1000 лет после того как там, по утверждению Хейердала, поселились асы, жители Асгарда. Резкая полемика, окружавшая проект «В погоне за Одином», во многом была типичной для взаимоотношений Хейердала и академических кругов. Его теории редко получали научное признание, в то время как сам Хейердал отвергал научную критику и сосредоточивался на опубликовании своих теорий в популярной литературе, предназначенной для самых широких масс.

Бюст Тура Хейердала в селе Киш (Азербайджан), напротив церкви

Хейердал был убеждён, что норвежцы и другие скандинавы могут, в частности, проследить свои корни из современного Азербайджана. В последние два десятилетия своей жизни он несколько раз ездил в Азербайджан. В 1994 году он побывал в Гобустане, где изучил наскальные рисунки. В сентябре 2000 года Хейердал посетил археологические раскопки на территории церкви в селе Киш. Сегодня напротив этой церкви установлен бюст Хейердалу. Его теория относительно Одина была принята как факт евангелической лютеранской церковью Норвегии.
Хейердал являлся активистом зелёной политики. Мировая известность Хейердала послужила причиной его встреч с известными политиками (в частности, во время визита на Кубу он сдружился с Фиделем Кастро). Он даже выступил с докладом о значении охраны окружающей среды перед последним главой СССР Михаилом Горбачёвым. Хейердал ежегодно участвовал в присуждении Альтернативной Нобелевской премии в качестве члена жюри. В 1994 году Хейердал и актриса Лив Ульман были выбраны норвежцами для выполнения почётной обязанности открытия зимней Олимпиады в Лиллехаммере и предстали перед телевизионной аудиторией, насчитывавшей больше миллиарда человек. В 1999 году соотечественники признали его самым знаменитым норвежцем XX столетия. Он был награждён многочисленными медалями и премиями, а также удостоен одиннадцати почётных степеней университетов Америки и Европы.

### Последующие годы

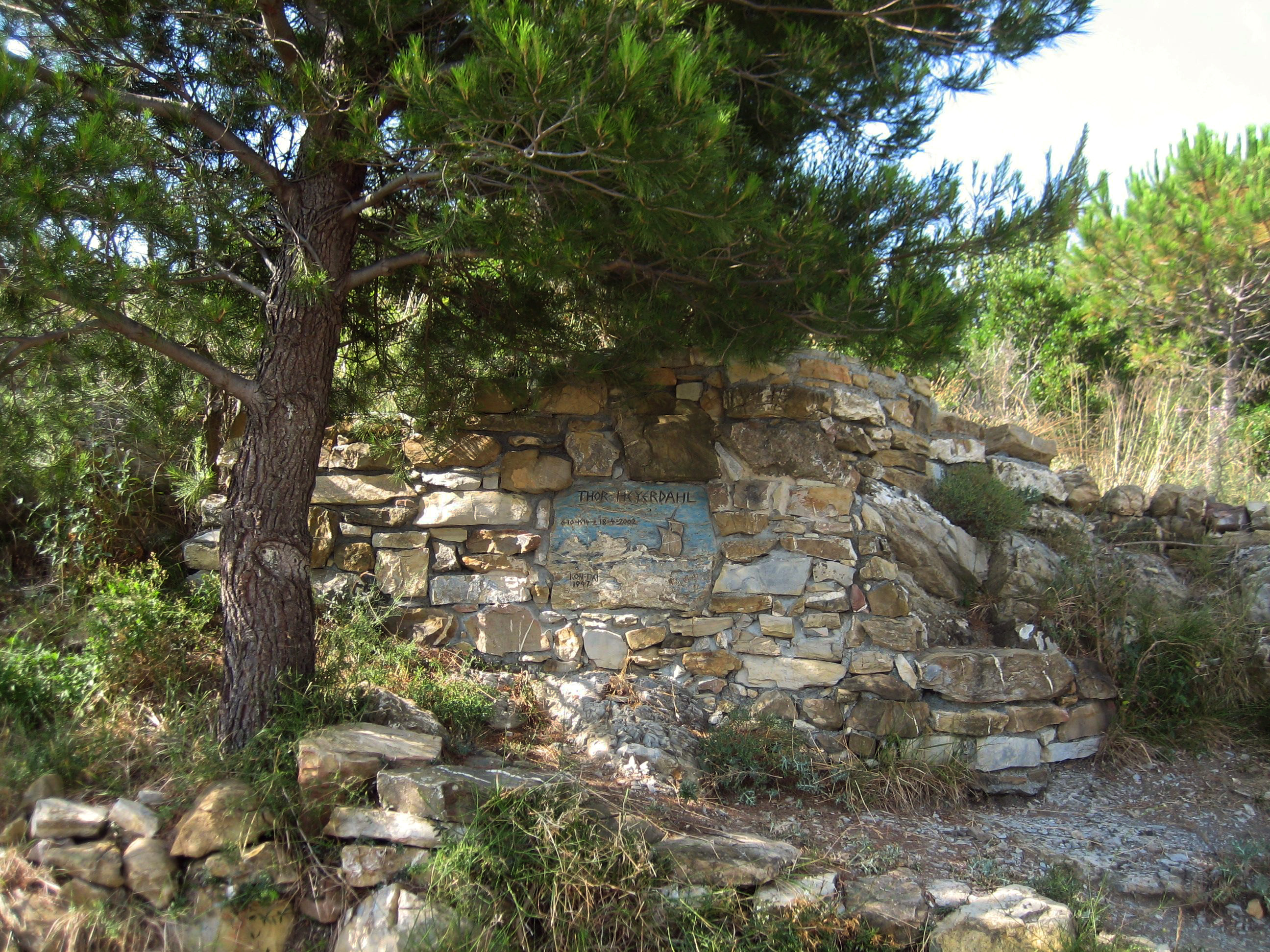
Могила Тура Хейердала в Колла-Микери

В последующие годы Хейердал был занят многими экспедициями и археологическими проектами. Однако он остался наиболее известен своими морскими путешествиями на лодках и особенным вниманием к вопросам культурного диффузионизма.
В 1991 году 77-летний отец пятерых детей Хейердал в третий раз сочетался браком. Его избранницей стала бывшая Мисс Франции 1954 года Жаклин Бир, которая была моложе мужа на 18 лет. Много лет проживавший на итальянской Ривьере, Хейердал перебрался с супругой на Тенерифе.
Хейердал умер 18 апреля 2002 года в возрасте 87 лет от опухоли головного мозга в имении Колла-Микери в итальянском городке Андора, в окружении своей семьи — жены Жаклин, сыновей Бьёрна, Тура и дочерей Мариан и Беттины. «Он отказался от приёма еды, воды и лекарств,<…> и приготовился к смерти».
На родине ему ещё при жизни был установлен памятник, а в его доме открыт музей. 18 января 2011 года в состав ВМС Норвегии вошёл современный фрегат «Thor Heyerdahl» (F314)», названный в честь великого путешественника.

## Последователи
Несмотря на то, что большинство его работ вызывали полемику в научных кругах, Хейердал поднял общественный интерес к древней истории и достижениям различных культур и народов во всём мире. Он также показал, что дальние путешествия через океан были технически возможными для человека эпохи неолита. По сути дела, он был великим практиком экспериментальной археологии. Книги Хейердала служили источником вдохновения для нескольких поколений читателей.
В 1954 году Уильям Уиллис переплыл в одиночку из Перу на Американское Самоа на небольшом плоту, названном «Семь сестричек».
В 1954 и 1959 гг. Эдуард Ингриш (Чехословакия) повторил экспедицию «Кон-Тики» на плотах «Кантута».
В 2006 году путь «Кон-Тики» повторил экипаж из 6 человек, в составе которого был внук Хейердала Улав Хейердал. Экспедиция называлась «Тангароа» и была организована в память Тура Хейердала с целью проведения наблюдений за состоянием окружающей среды в Тихом океане. Об этом путешествии был снят фильм.
В 2015 году норвежец Тургейр Хиграфф организовал экспедицию «Кон-Тики 2». На двух парусных плотах участники этой международной экспедиции, среди которых были четверо россиян, в начале ноября стартовали из Перу к острову Пасхи. Одним из генеральных спонсоров экспедиции был институт Тура Хейердала (Норвегия). В декабре оба плота, успешно преодолев около двух тысяч морских миль, достигли острова Пасхи. Вторая часть экспедиции представляла собой обратный путь — от острова Пасхи к Южной Америке. С января по март два парусных плота преодолели более двух с половиной тысяч миль и достигли 96 градуса западной долготы. Однако из-за нетипичных ветров и значительного превышения сроков, экспедиция была прервана.

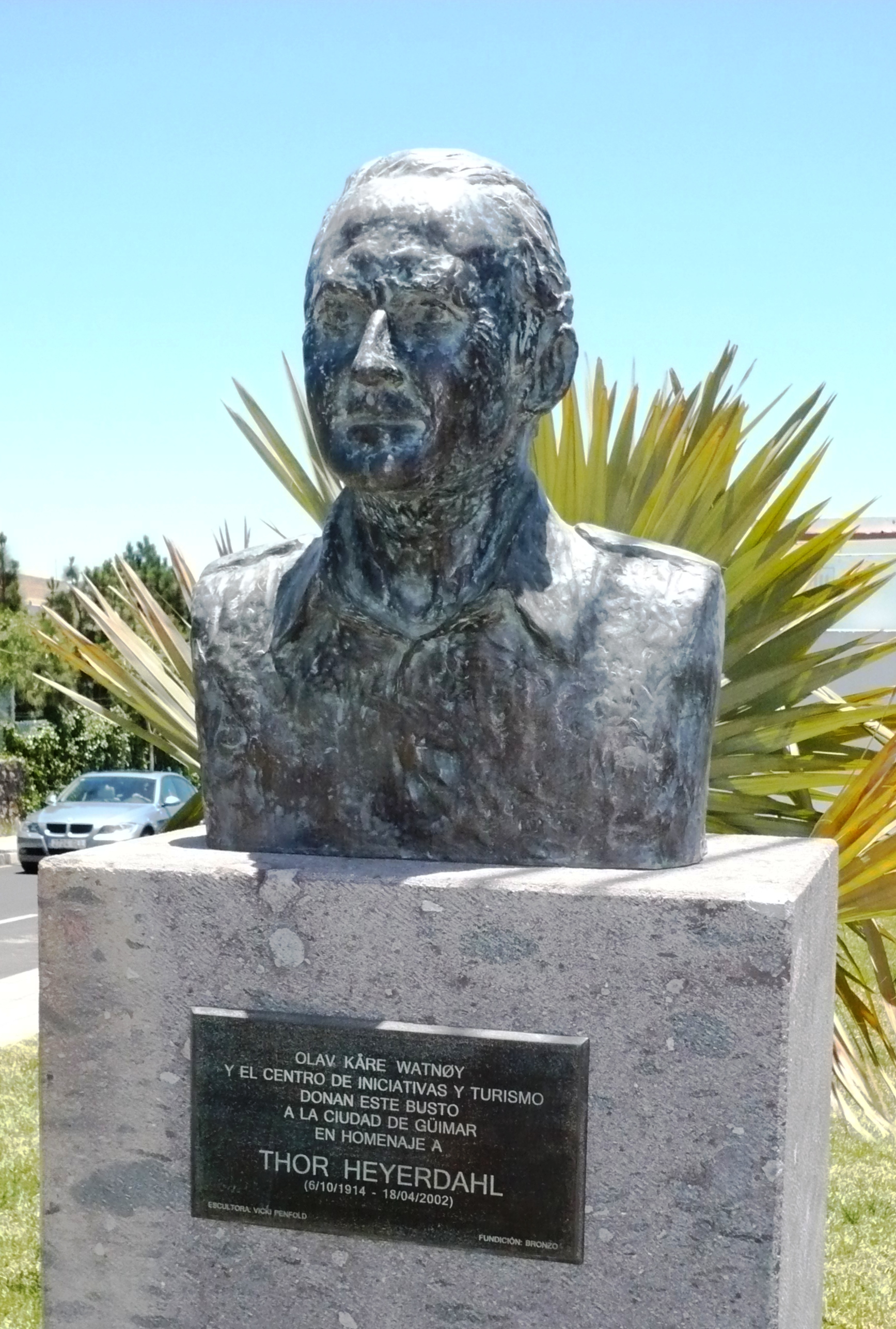
Бюст Тура Хейердала на Тенерифе рядом с пирамидами Гуимар

## Критика
Высказывалось мнение, что путешествие Тура Хейердала на «Ра» популяризировало псевдоархеологию.
Многие теории Тура Хейердала, особенно теория о заселении Полинезии, подвергались критике. Так, Эрик де Бишоп считал, что имел место лишь культурный обмен между полинезийцами и населением Южной Америки, так как морская техника полинезийцев превосходит технику других народов, что сам доказал плаванием на «Каимилоа». Генетические исследования жителей острова Пасхи (Рапануи)
показывают 8-процентный вклад южноамериканских индейцев в геном сегодняшних рапануйцев. Авторы считают этот вклад старше 500 лет. Соответственно, южноамериканский вклад в древних рапануйцев оценён в 10 %.
Милослав Стингл называл «легенду о гениальных блондинах» очень похожей на «теории, не так давно поставившие человечество на грань катастрофы».

## Награды и почётные звания

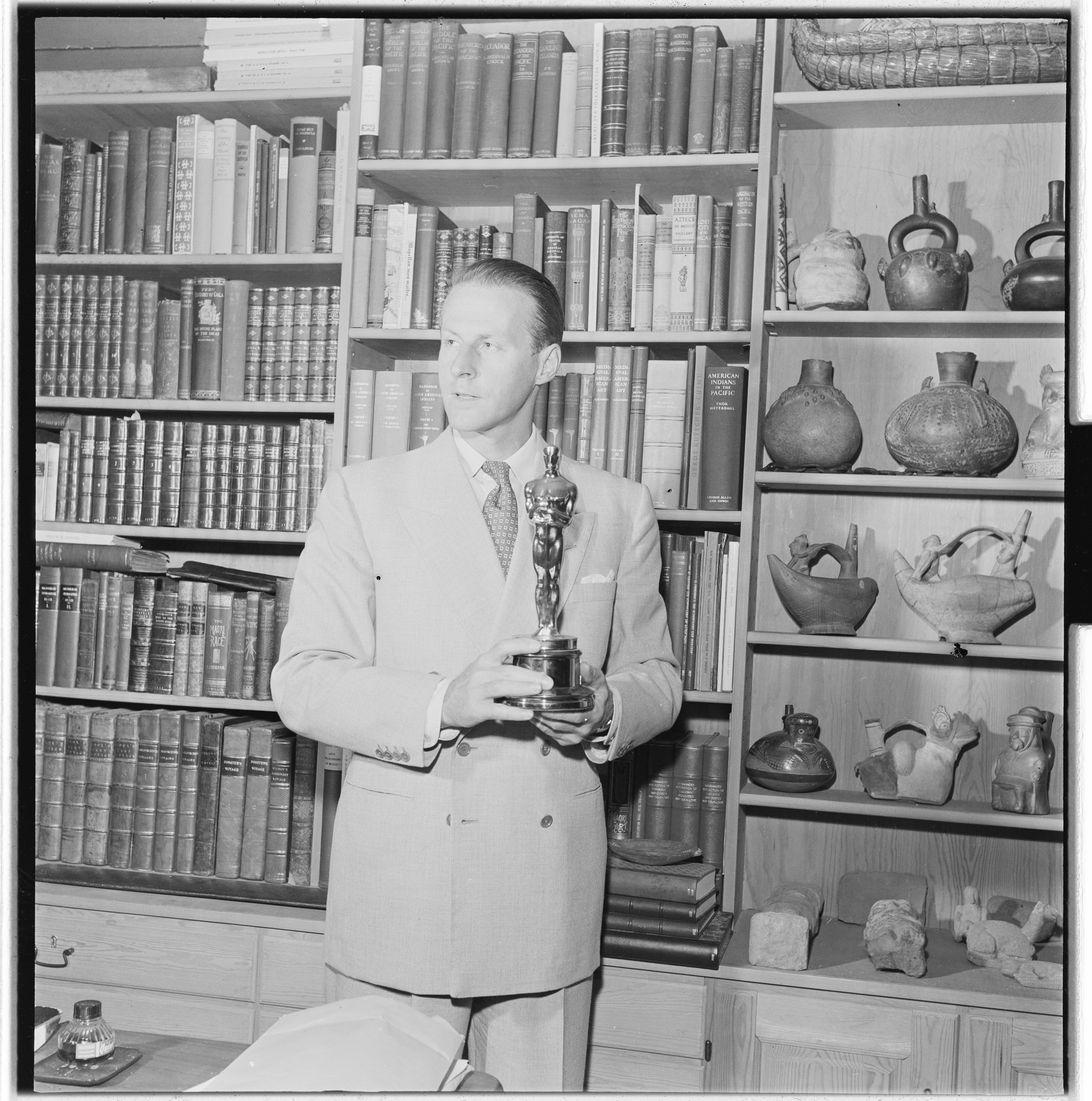
Т. Хейердал с «Оскаром», 1955 г.

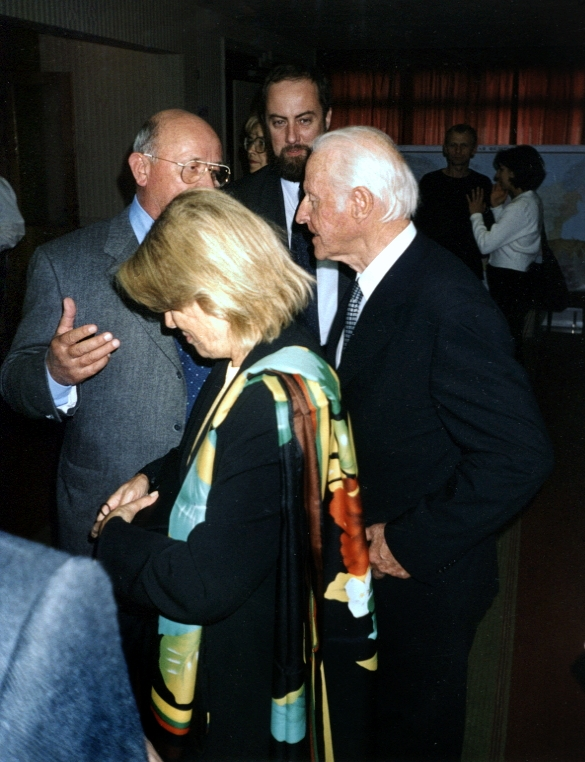
Тур Хейердал, Юрий Сенкевич и Леонид Колотило на Съезде Русского географического общества в Архангельске. 2000 год.
На переднем плане боком стоит жена Хейердала — Жаклин Бер.

- Медаль Ретциуса, Шведское королевское антропологическое и географическое общество (1950)
- Медаль Мунго Парка, Шотландское королевское географическое общество (1951)
- Золотая медаль Бонапарта-Уайза, Парижское географическое общество (1951)
- Командор Норвежского королевского Ордена Святого Олафа (1951) и Командор со Звездой (1970)
- Лауреат премии «Оскар» за документальный фильм «Кон-Тики» (1952). Официально премию за этот фильм получил продюсер Олле Нордемар.
- Золотая медаль Буша Кента Кейна, Филадельфийское географическое общество (1952)
- Почётный член географических обществ Норвегии (1953), Перу (1953), Бразилии (1954)
- Орден «За выдающиеся заслуги» Перу (1953)
- Избранный член Норвежской академии наук (1958)
- Действительный член Нью-Йоркской академии наук (1960)
- Доктор наук (Honoris causa) университета Осло (1961)
- Золотая медаль «Вега», Шведское королевское антропологическое и географическое общество (1962)
- Медаль Ломоносова, Московский государственный университет (1962)
- Золотая медаль Королевского географического общества, Лондон (1964)
- Премия «За выдающиеся заслуги», Тихоокеанский лютеранский университет, Такома, штат Вашингтон, США (1966)
- Великий офицер ордена «За заслуги перед Итальянской Республикой» (21 июня 1965 года)[18]
- Командор американского Мальтийского ордена (1970)
- Орден «За заслуги», Египет (1971)
- Гранд-офицер Королевского ордена алауитов, Марокко (1971)
- Премия Кирилла и Мефодия Болгарского географического общества (1972)
- Почётный профессор Национального политехнического института, Мексика (1972)
- Офицер Ордена Солнца, Перу (1975)
- Почётный доктор Ростовского государственного университета (1977)
- Международная экологическая премия Пехлеви, ООН (1978)
- Орден Золотого ковчега, Нидерланды (1980)
- Доктор наук (Honoris causa), Академия наук СССР (1980)
- Премия Брэдфорда Уошберна, Музей науки, Бостон (1982)
- Доктор наук (Honoris causa), университет Сан-Мартин, Лима, Перу (1991)
- Доктор наук (Honoris causa), Гаванский университет, Куба (1992)
- Доктор наук (Honoris causa), Киевский университет (1993)
- Президентская медаль, Тихоокеанский лютеранский университет, Такома, штат Вашингтон, США (1996)
- Почётный доктор Российского химико-технологического университета[19] (1999).

### На иностранных языках
- 1938 — På jakt efter paradiset: Et år på en sydhavsø / Hunt for Paradise (рус. перевод «В поисках рая», 1964 )
- 1948 — Kon-Tiki ekspedisjonen / The Kon-Tiki Expedition: By Raft Across the South Seas (рус. перевод «Путешествие на «Кон-Тики»», 1957 , )
- 1952 — American Indians in the Pacific: The Theory Behind the Kon-Tiki Expedition (рус. перевод «Приключения одной теории», 1969 )
- 1957 — Aku-Aku: Påskeøyas hemmelighet / Aku-Aku: The Secret of Easter Island (рус. перевод «Аку-Аку. Тайна острова Пасхи», 1956 )
- 1961 — Archaeology of Easter Island, vol. 1
- 1965 — Archaeology of Easter Island, vol. 2
- 1968 — Sjøveier til Polynesia / Sea Routes to Polynesia, 1968
- 1970 — Ra / The Ra Expeditions (рус. перевод «Ра», 1977 )
- 1974 — Fatuhiva: Tilbake til naturen / Fatu-Hiva: Back to Nature (рус. перевод «Фату-Хива. Возврат к природе», 1978 )
- 1975 — Art of Easter Island (рус. перевод «Искусство острова Пасхи», 1982)
- 1978 — Early Man and the Ocean: The Beginning of Navigation and Seaborn Civilizations (рус. перевод «Древний человек и океан», 1982)
- 1979 — Tigris: På leting etter begynnelsen / The Tigris Expedition: In Search of Our Beginnings (рус. перевод «Экспедиция „Тигрис“», 1981)
- 1986 — Mysteriet Maldivene / The Maldive Mystery (рус. перевод «Мальдивская загадка», 1988 )
- 1989 — Påskeøya: En gåte blir løst (рус. перевод «Остров Пасхи: разгаданная тайна»)
- 1991 — Grønn var jorden på den syvende dag / Green Was the Earth on the Seventh Day: Memories and Journeys of a Lifetime
- 1992 — Skjebnemøte vest for havet: De beseiredes historie (рус. перевод «Уязвимый океан» )
- 1993 — Pyramidene i Tucume / Pyramids of Tucume: The Quest for Peru’s Forgotten City
- 1998 — I Adams fotspor: En erindringsreise / In the Footsteps of Adam: A Memoir (рус. перевод «По следам Адама», 2001)
- 1999 — Ingen grenser[20]
- 2001 — Jakten på Odin. På sporet av vår fortid (рус. перевод «В погоне за Одином. По следам нашего прошлого», 2008)

### На русском языке
- Хейердал Тур. Путешествие на «Кон-Тики». На плоту от Перу до Полинезии / Пер. Т. Л. Ровинской, В. И. Ровинского. — М.: Молодая гвардия, 1957. — 286 с.: ил. — (Библиотека путешествий).
- Хейердал Тур. Путешествие на «Кон-Тики» / Пер. Л. Головина, А. Комарова. — М.: Детгиз, 1957. — 368 с.: ил. — (Школьная библиотека).
- Хейердал Тур. Аку-Аку. Тайна острова Пасхи / Пер. В. Л. Якуба. — М.: Молодая Гвардия, 1959. — 384 с.: ил.
- Хейердал Тур. Путешествие на «Кон-Тики». «Аку-аку» / Пер. с англ. Т. Л. и В. И. Ровинских. — Алма-Ата: Казахское гос. учебно-педагогич. изд., 1960. — 590 с.
- Хейердал Тур. В поисках рая / Пер. Л. Л. Жданова. — М.: Мысль, 1964. — 160 с.: ил. — (Путешествия и приключения).
- Хейердал Тур. Приключения одной теории / Пер. Л. Л. Жданова. — Л.: Гидрометеоиздат, 1969. — 308 с.: ил.
- Хейердал Тур. В поисках рая. Аку-Аку / Пер. с норвеж. Л. Л. Жданова — М.: Мысль, 1970. — 431 с.: ил.
- Хейердал Тур. Экспедиция «Кон-Тики». «Ра» / Пер. Л. Л. Жданова. — М.: Мысль, 1971. — 486 с.: ил. — (XX век: Путешествия. Открытия. Исследования).
- Хейердал Тур. Фату-Хива. Возврат к природе / Пер. Л. Л. Жданова. — М.: Мысль, 1978. — 304 с.: ил.
- Хейердал Тур. Экспедиция «Тигрис» / Пер. Л. Л. Жданова. — М.: Физкультура и спорт, 1981. — 362 с.: ил.
- Хейердал Тур. Древний человек и океан / Пер. Л. Л. Жданова. — М.: Мысль, 1982. — 350 с.: ил. — (Библиотечная серия).
- Хейердал Тур. Искусство острова Пасхи / Пер. Л. Л. Жданова. — М.: Искусство, 1982. — 546 с.: ил.
- Коре Холт, Хейердал Тур. Состязание. Странствие / Пер. Л. Л. Жданова. — М.: Физкультура и спорт, 1987. — 303 с.: ил.
- Хейердал Тур. Мальдивская загадка / Пер. Л. Л. Жданова, В. И. Войтова. — М.: Прогресс, 1988. — 224 с.: ил. — ISBN 5-01-001081-X.
- Хейердал Тур. По следам Адама / Пер. С. Ю. Лугового. — М.: Вагриус, 2001. — 352 с.: ил. — (Мой XX век). — ISBN 5-264-00607-5.
- Хейердал Тур, Лиллиестрем Пер. В погоне за Одином. По следам нашего прошлого / Пер. С. В. Карпушиной, С. А. Хоркиной. — М.: Менеджер, 2008. — 432 с.: ил. — (Мифы и герои). — ISBN 978-5-8346-0328-3.